# Selbsterfüllende Prophezeiung
Eine selbsterfüllende Prophezeiung (englisch self-fulfilling prophecy) ist eine Vorhersage, die ihre Erfüllung selbst bewirkt. Eine solche Prognose über eine mögliche Zukunft hat also einen entscheidenden Einfluss und ist die wesentliche Ursache dafür, dass diese Zukunft auch eintritt.
Ein wesentlicher Mechanismus ist, dass Menschen (oder allgemeiner Akteure) an die Vorhersage glauben. Deswegen agieren sie so, dass sie sich erfüllt. Es kommt zu einer positiven Rückkopplung zwischen Erwartung und Verhalten.
Im Gegensatz zur selbsterfüllenden Prophezeiung steht die selbstzerstörende Prophezeiung (englisch self-defeating prophecy). Eine solche Prophezeiung löst Reaktionen aus, die zur Folge haben, dass sie gerade nicht in Erfüllung geht.

## Erste Verwendungen
Otto Neurath verwendete bereits 1911 den Begriff der selbsterfüllenden Prophezeiung. Der Soziologe Robert K. Merton arbeitete das Konzept im Jahr 1948 aus.

## Theorie

### Selbsterfüllende Prophezeiung
Die selbsterfüllende Prophezeiung wurde von Robert K. Merton als sozialer Mechanismus zur Erklärung der Auswirkungen bestimmter Einstellungen und Handlungsweisen analysiert, gemäß dem sogenannten Thomas-Theorem: „Wenn die Menschen Situationen als real definieren, sind sie in ihren Konsequenzen real.“
1948 beschrieb Merton das Phänomen in einem wegweisenden Artikel mit dem Titel The Self-Fulfilling Prophecy wie folgt:

“The self-fulfilling prophecy is, in the beginning, a false definition of the situation evoking a new behavior which makes the original false conception come true. This specious validity of the self-fulfilling prophecy perpetuates a reign of error. For the prophet will cite the actual course of events as proof that he was right from the very beginning.”

„Die selbsterfüllende Prophezeiung ist anfänglich eine falsche Bestimmung der Situation, sie verursacht [aber] ein neues Verhalten, das bewirkt, dass die ursprünglich falsche Auffassung richtig wird. Die vordergründige Gültigkeit der selbsterfüllenden Prophezeiung führt eine Herrschaft des Irrtums fort. Denn der Prophet wird den tatsächlichen Gang der Dinge als Beweis dafür anführen, dass er von Anfang an recht hatte.“

Die Rede vom reign of error („Herrschaft des Irrtums“) ist ein Wortspiel, das auf den Begriff reign of terror („Terrorherrschaft“) Bezug nimmt.
Merton demonstriert an exemplarischen Fällen, wie das soziale In-Erscheinung-Treten einer Prognose die ausschlaggebende Ursache dafür wird, dass diese Prognose wahr wird. So kann unter geeigneten Umständen das Auftauchen des Gerüchts über Finanznot einer Bank zu deren tatsächlichem Zusammenbruch führen (siehe: Bankansturm), sei dieses Gerücht anfangs objektiv begründet oder nicht. Ein anderes Beispiel nimmt Merton aus dem Bereich der sozialen Vorurteile: So haben viele Angehörige der weißen Arbeiterklasse gegenüber Schwarzen das Vorurteil, diese seien „Verräter an der Arbeiterklasse“, weil sie als Lohndrücker am Arbeitsmarkt aufträten. Daher sollten diese auch von der Mitgliedschaft in Gewerkschaften ausgeschlossen werden. Dieses Vorurteil wirkt dann aber als eine Prognose, die sich selbst erfüllt. Denn dadurch, dass Schwarze von der Gewerkschaftsmitgliedschaft ausgeschlossen werden, sind dieselben praktisch dazu gezwungen, sich als Lohndrücker zu betätigen.
In der berühmten Studie An American Dilemma unter Leitung von Gunnar Myrdal wurden 1944 die Rassenvorurteile in den Vereinigten Staaten ebenfalls auf einen sich selbst verstärkenden Prozess von Vorurteilen zurückgeführt, die ihre eigene Bestätigung produzieren. Die Lebensbedingungen der schwarzen Bevölkerung auf niedrigstem Standard führen zu Vorurteilen der weißen Bevölkerung gegenüber Schwarzen, was wiederum dazu führt, dass Schwarze diese Bedingungen nicht verlassen können. Die Ergebnisse der Studie haben dazu geführt, dass das Oberste Gericht 1954 gegen die Rassentrennung an den Schulen entschied, was als offizielle Anerkennung der Theorie der kumulativ-zyklischen Verursachung auszulegen ist.
Jedwede öffentliche Verbreitung von Vorhersagen oder auch von Warnhinweisen vor möglichen Ereignissen kann zu erwünschten oder unerwünschten Änderungen in den Verhaltensweisen der Empfänger dieser Informationen führen, die selber den prognostischen Gehalt dieser Informationen verstärken oder reduzieren. Am bekanntesten ist diese Erscheinung bei Wahlprognosen, weshalb die Veröffentlichung der Ergebnisse von Wahlumfragen kurz vor dem Wahltermin in vielen Staaten gesetzlich untersagt ist.
Wenn ein Verbraucher seine Präferenzen für ein bestimmtes Gut verändert, nur weil er die Konsumpräferenzen anderer Verbraucher beobachten kann, so wird dieser soziale Effekt in der Mikroökonomie als Mitläufereffekt bezeichnet. Ein entsprechendes Anlegerverhalten wird auch „Herdenverhalten“ genannt.

### Selbstzerstörende Prophezeiung
Merton erwähnte in dem Aufsatz von 1948 auch schon die selbstzerstörende Prophezeiung, allerdings nur in einer Fußnote, ohne näher darauf einzugehen. Er bezeichnete sie damals als “suicidal prophecy” (in Anführungszeichen) – als eine Prophezeiung, die „sich selbst tötet“:

“Counterpart of the self-fulfilling prophecy is the ‘suicidal prophecy’ which so alters human behavior from what would have been its course had the prophecy not been made, that it fails to be borne out. The prophecy destroys itself. This important type is not considered here.”

„Das Gegenstück der selbsterfüllenden Prophezeiung ist die ‚suizidale Prophezeiung‘. Sie ändert das menschliche Verhalten im Vergleich zu dem Weg, den es ohne die Prophezeiung genommen hätte, auf eine Weise, dass sie sich nicht erfüllt. Die Prophezeiung zerstört sich selbst. Dieser wichtige Typ [einer sozialen Prophezeiung] wird hier nicht betrachtet.“

## Beispiele

### Selbsterfüllende Prophezeiungen
- Placebo-Effekt: Placebos, also Tabletten ohne Wirkstoff, werden in der Medizin eingesetzt, um eine erwartete Wirkung auf psychologischem Wege beim Patienten zu erzielen.
- Nocebo-Effekt (analog zum Placebo-Effekt): Durch die Erwartung, ein (vermeintliches) Arzneimittel werde schädliche Wirkungen haben, kann diese Wirkung eintreten – eine schädliche Nebenwirkung wird durch die negative Erwartung ausgelöst oder verstärkt. Pessimistische Grundeinstellungen, schlechte Erfahrungen oder Ängstlichkeit können dazu führen, dass Patienten eine negative Wirkung erwarten.[8]
- Ein klassisches Experiment wurde 1968 von Robert Rosenthal an US-amerikanischen Grundschulen durchgeführt: Zunächst überzeugte er mit einem Scheintest das Kollegium davon, dass bestimmte, von ihm zufällig ausgewählte Schüler so genannte hochintelligente „Aufblüher“ seien, die in Zukunft hervorragende Leistungen zeigen würden. Bei einer Intelligenzmessung am Schuljahresende hatten sich die meisten dieser Schüler tatsächlich im Vergleich zu ihrem am Anfang des Schuljahres erfassten Intelligenzniveau stark verbessert (45 Prozent der als „Überflieger“ oder „Aufblüher“ ausgewählten Kinder konnten ihren IQ um 20 oder mehr Punkte steigern und 20 Prozent konnten ihn gar um 30 oder mehr Punkte steigern). Dieser Pygmalion-Effekt (ähnlich: Rosenthal-Effekt) wurde seither viele Male repliziert.[9][10][11]
- Die Angst vor Stürzen führt bei Senioren zu einer höheren Zahl von Stürzen.[12]
- Versagensangst: Der Glaube an die Vorhersage „Bei diesem Leistungstest werde ich versagen“ führt zu so verschlechterten Leistungen, dass das Vorhergesagte eintritt. Zu dieser Interpretation kann es auch kommen, selbst wenn die Person objektiv in der Lage ist, mit der Herausforderung angemessen umzugehen.[13]
- Kritiker von Horoskopen machen darauf aufmerksam, dass Vorhersagen wie „Du wirst in dieser Woche eine Frau näher kennenlernen“ oder „Dir droht diese Woche ein Verkehrsunfall“ zu einer Änderung des Verhaltens derer führen könnten, die daran glauben: Sie sprechen zum Beispiel mutiger als sonst jemanden an oder fahren ängstlicher. Damit werde also nicht bewiesen, dass Horoskope real beweisbare gültige Voraussagen seien. Insbesondere ist dies nicht nachträglich möglich.[14]
- Der Andorra-Effekt besagt, dass sich Menschen oft an die Beurteilungen und Einschätzungen durch die Gesellschaft anpassen.
- Baskerville-Effekt: Studien zeigen, dass Amerikaner chinesischer und japanischer Abstammung besonders häufig am 4. Tag eines Monats einem Herztod erliegen. Dies wird auf die 4 als Unglückszahl in entsprechenden Kulturen zurückgeführt, was in chinesischen Kreisen daher rührt, dass sich die Aussprache von „4“ und „Tod“ im Chinesischen sehr ähnlich sind.[15]
- Positive Teststrategie beschreibt den Effekt, dass Menschen zur Bestätigung einer Hypothese nach Beispielen suchen, die die Hypothese stützen, nicht jedoch nach Gegenbeispielen. Dies führt zu Bestätigungsfehlern (confirmation bias). Eng verwandt ist die selektive Wahrnehmung des Menschen.
- Während der COVID-19-Pandemie kauften Einzelpersonen aus Angst vor einer möglichen Lebensmittel- und Versorgungsgüterknappheit große Mengen unverderblicher Lebensmittel und Hygieneartikel auf.[16] Damit begann ein Dominoeffekt, die Nachfrage überstieg die Leistungsfähigkeit der Lieferketten, was den Eindruck einer tatsächlichen Knappheit erzeugte.[17] Dies wiederum bestärkte die Auslöser in ihrer ursprünglichen Annahme.

### Selbstzerstörende Prophezeiungen
- Die Vorhersage eines Unglücks (etwa einer Brandkatastrophe) führt dazu, dass Maßnahmen eingeleitet werden, die dieses Unglück unmöglich machen.
- Ein Attentat wird vorhergesagt, weshalb Gegenmaßnahmen ergriffen werden, sodass das Attentat vereitelt wird.
- Die vorausgesagte rasche Ausbreitung einer hochansteckenden Krankheit wird durch geeignete Gegenmaßnahmen unterbunden (siehe aber Präventionsparadox).
- Die von optimistischer Denkweise beeinflusste Einschätzung bezüglich des Ausgangs einer sehr risikobehafteten Aktivität kann die Bereitschaft erhöhen, ihr nachzugehen, womit die Anzahl von Schadensfällen steigt.

## Methodische Probleme
Die Tatsache, dass veröffentlichte Prognosen auf das prognostizierte Systemverhalten zurückwirken, wird nicht selten als Argument vorgebracht, um die Prognostizierbarkeit solcher Systeme überhaupt für unmöglich zu bezeichnen.
Methodologisch wird ein komplexes Problem aufgeworfen. In den experimentellen Naturwissenschaften ist bei genauer Einhaltung einer Versuchsanordnung die uns geläufige zweiwertige Logik oft ausreichend: Eine Prognose ist je nach Versuchsausgang entweder wahr oder falsch (W|F). Für Prognosen in den Sozialwissenschaften wird aber zur Aufnahme aller Optionen eine mehr als zweiwertige Logik wie zum Beispiel die Günther-Logik benötigt. Beispiel: Auf die Prognose, ein Schiff werde morgen nach der Ausfahrt kentern, kann der Kapitän damit reagieren, dass er sich dem „Entweder-oder“ von Kentern oder Nichtkentern gar nicht stellt, sondern eine dritte Option wählt, nämlich im Hafen liegen bleibt – ein bereits von Aristoteles überlegtes Beispiel. Wie ist das logisch zu fassen? Günther setzt hier neben „W“ und „F“ den dritten Wert „V“ ein.